# Eiphosoma terrax
Eiphosoma terrax är en stekelart som beskrevs av Ian D. Gauld 2000. Eiphosoma terrax ingår i släktet Eiphosoma och familjen brokparasitsteklar. Inga underarter finns listade i Catalogue of Life.